# Dearing (Kansas)
Dearing és una població dels Estats Units a l'estat de Kansas. Segons el cens del 2000 tenia 415 habitants.

## Demografia
Segons el cens del 2000, Dearing tenia 415 habitants, 175 habitatges, i 123 famílies. La densitat de població era de 516,9 habitants per km².
Dels 175 habitatges en un 28% hi vivien nens de menys de 18 anys, en un 59,4% hi vivien parelles casades, en un 8,6% dones solteres, i en un 29,7% no eren unitats familiars. En el 25,1% dels habitatges hi vivien persones soles el 8% de les quals corresponia a persones de 65 anys o més que vivien soles. El nombre mitjà de persones vivint en cada habitatge era de 2,37 i el nombre mitjà de persones que vivien en cada família era de 2,85.
Per edats la població es repartia de la següent manera: un 23,4% tenia menys de 18 anys, un 11,3% entre 18 i 24, un 28% entre 25 i 44, un 22,7% de 45 a 60 i un 14,7% 65 anys o més.
L'edat mediana era de 37 anys. Per cada 100 dones de 18 o més anys hi havia 101,3 homes.
La renda mediana per habitatge era de 27.361 $ i la renda mediana per família de 30.417 $. Els homes tenien una renda mediana de 28.472 $ mentre que les dones 20.139 $. La renda per capita de la població era de 12.745 $. Entorn del 10,6% de les famílies i el 14,2% de la població estaven per davall del llindar de pobresa.

## Poblacions més properes
El següent diagrama mostra les poblacions més properes.